# Yxsjöberg
Yxsjöberg är ett före detta gruvsamhälle i Ljusnarsbergs kommun i  Västmanland (Örebro län), bara någon kilometer från gränsen till Dalarna. Det tillhörde förr Nya Kopparbergs bergslag.

## Historia
I Yxsjöberg bröts tidigare bland annat volfram ner till 600 meters djup. Malmfyndigheten upptäcktes 1728, och bröts från början på kopparmalm. Driften nedlades 1908, men återstartades 1918 för brytning av volfram. På grund av starkt prisfall på volfram under mellankrigstiden låg driften nere mellan 1920 och 1935.
Gruvan återstartades 1935, och många nya arbetstillfällen kom att skapas i Yxsjöberg under andra världskriget, då verksamheten vid Yxsjö gruvor var omfattande. 1941 bildades en Folkets hus-förening i Yxsjöberg, och året därpå stod Folkets hus färdigt för invigning. Här fanns bland annat biograf, bibliotek och kafé. Folkets hus kom att tjäna som samlingslokal för det lokala föreningslivet (Yxsjöbergs socialdemokratiska arbetarekommun, Gruvindustriarbetareförbundets avd 37, Yxsjöbergs ABF-avdelning och Yxsjöbergs LS).
Då gruvdriften åter lades ned till julen 1963 drabbades orten snabbt av omfattande avflyttning. Folkets hus upphörde med sin verksamhet året efter på hösten. Byggnaden förföll sedan i ett antal år innan den revs.
Efter att gruvan länspumpats i nästan ett år upptogs åter brytningen av volfram vid Yxsjö gruvor 1972. År 1989 lade den dåvarande ägaren AB Statsgruvor ned gruvdriften, åter beroende på att priserna på volfram inte längre gjorde gruvdrift lönsam.

### Befolkningsutveckling
Till följd av gruvans nedläggning 1963 avfolkades Yxsjöberg snabbt de följande åren, och uppfyllde 1965 ej längre kriterierna för att räknas som tätort.
| Befolkningsutvecklingen i Yxsjöberg 1950–1965 | Befolkningsutvecklingen i Yxsjöberg 1950–1965 | Befolkningsutvecklingen i Yxsjöberg 1950–1965 | Befolkningsutvecklingen i Yxsjöberg 1950–1965 | Befolkningsutvecklingen i Yxsjöberg 1950–1965 |
| --------------------------------------------- | --------------------------------------------- | --------------------------------------------- | --------------------------------------------- | --------------------------------------------- |
|                                               |                                               |                                               |                                               |                                               |
| År                                            |                                               |                                               | Folkmängd                                     |                                               |
| 1950                                          | 1950                                          |                                               | 229                                           |                                               |
| 1960                                          | 1960                                          |                                               | 240                                           |                                               |
| Anm.: Upphörde som tätort 1965.               |                                               |                                               |                                               |                                               |